# Totonakowie

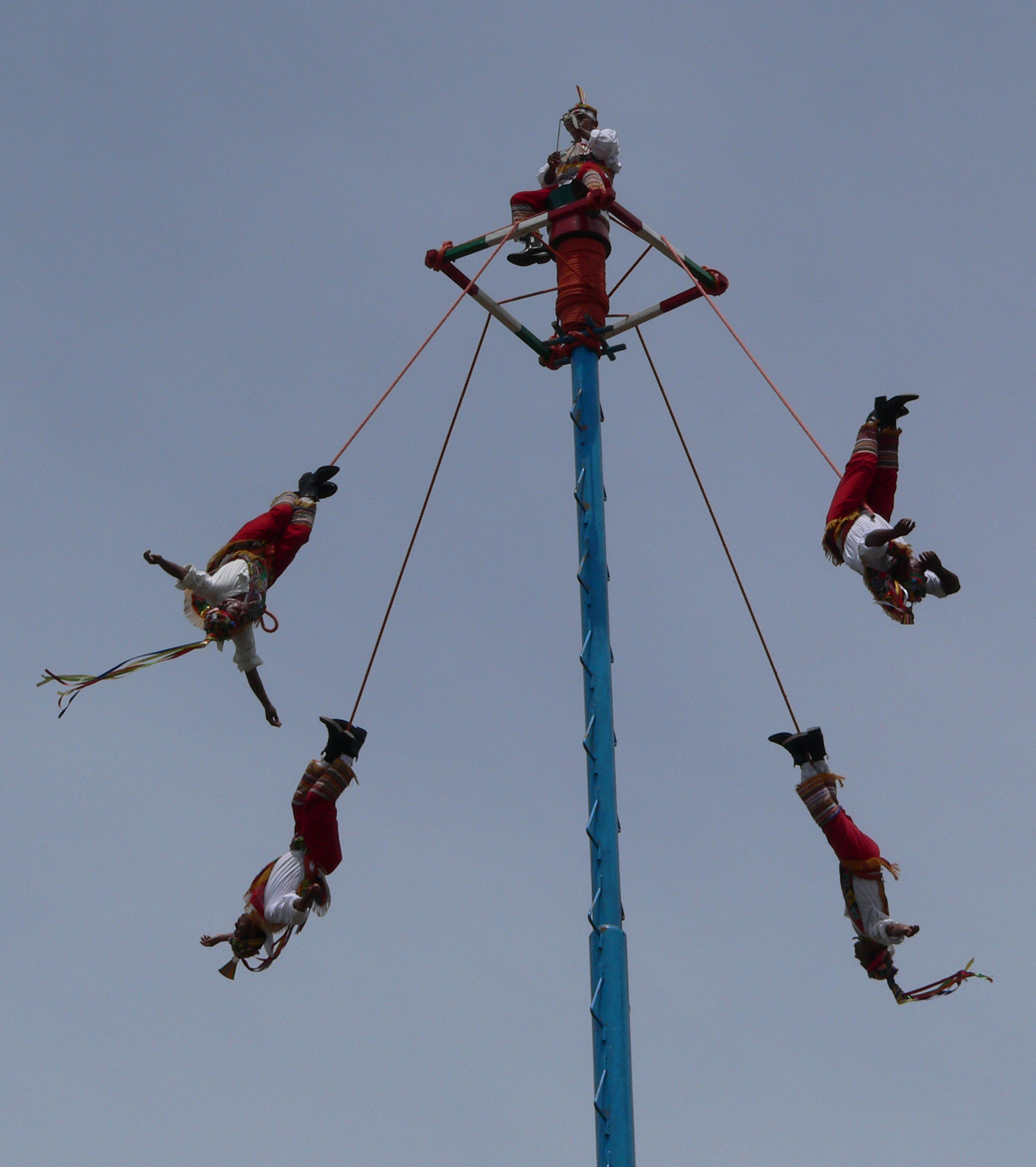
Totonakowie tańczący na słupie

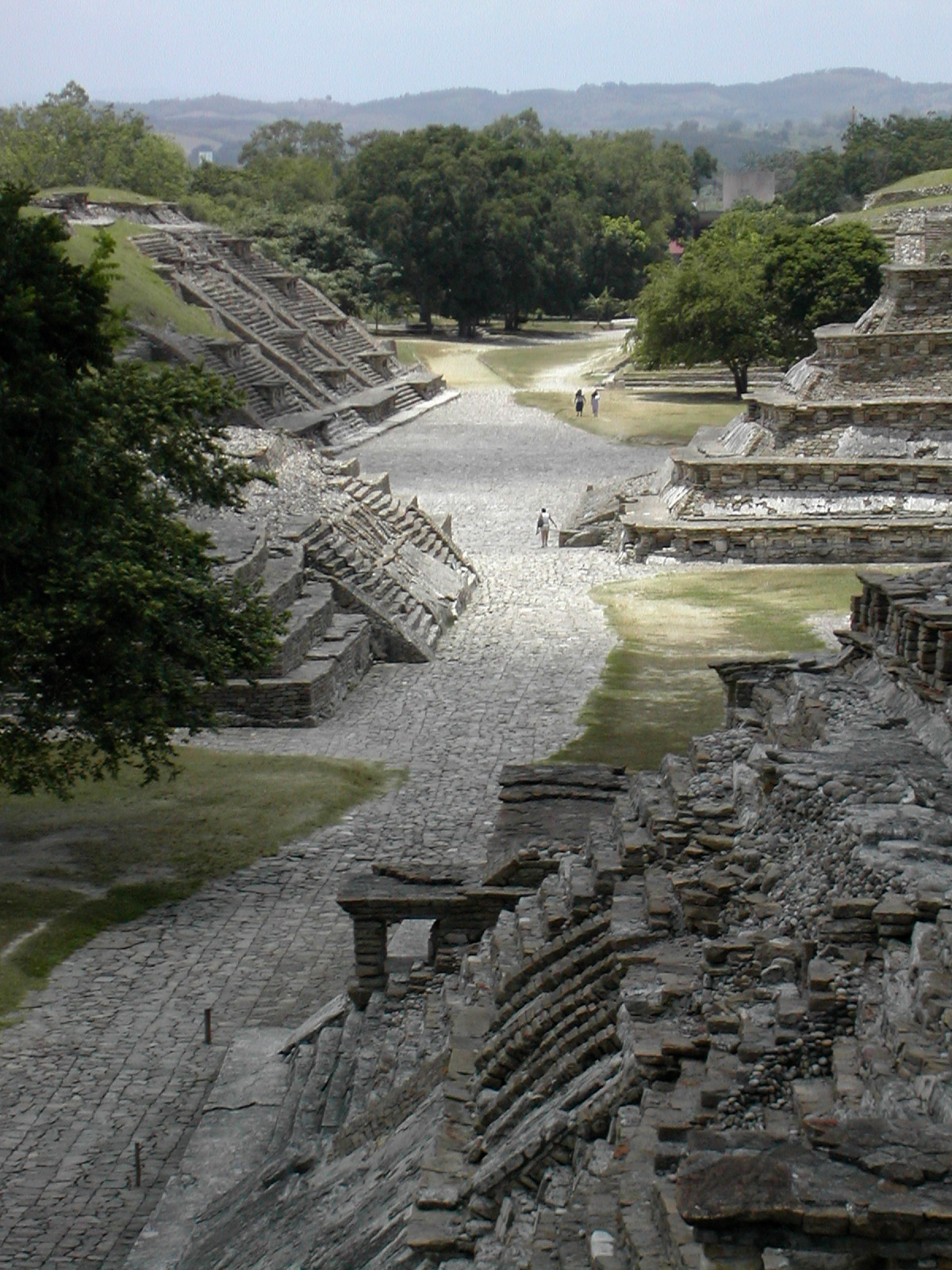
El Tajín

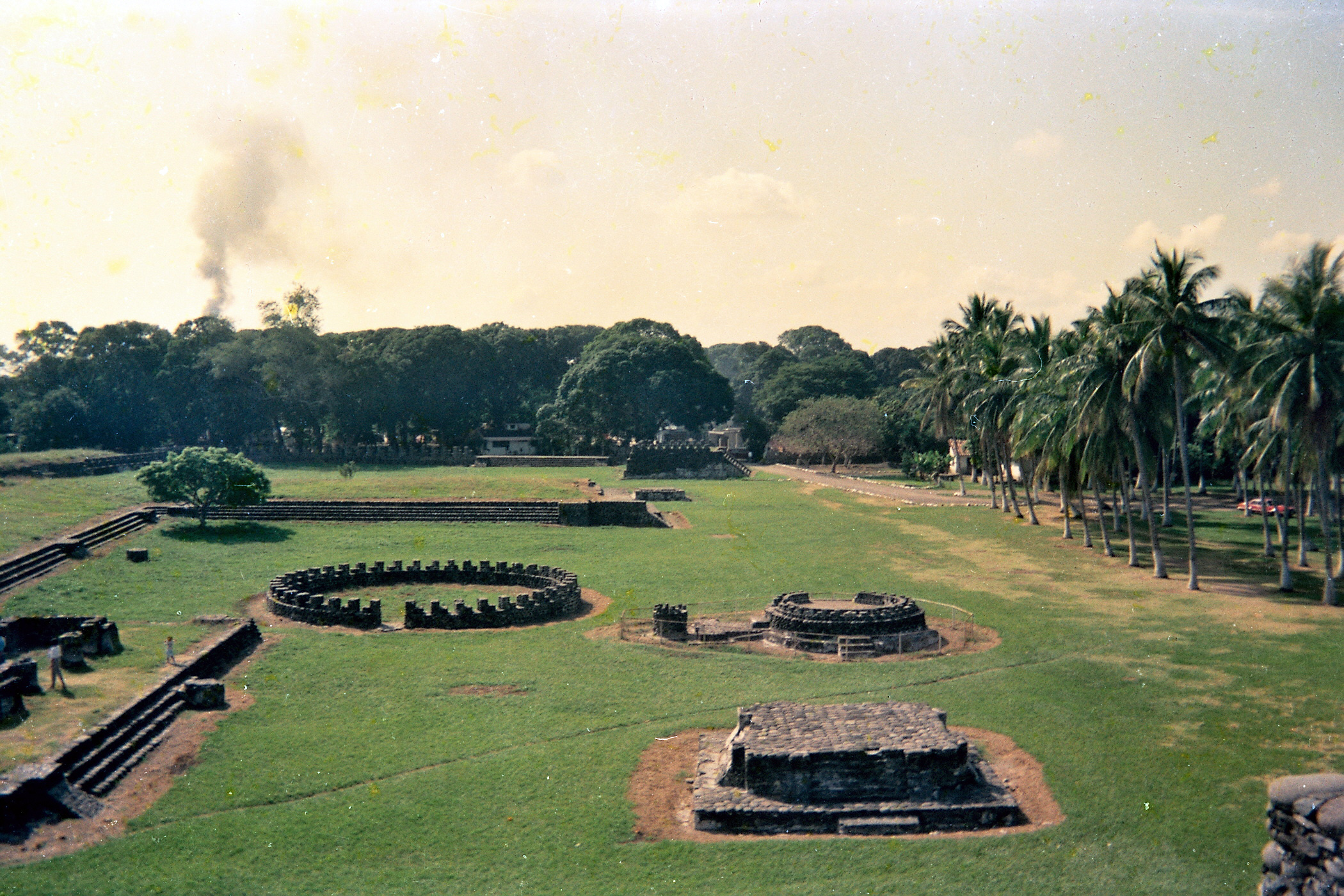
Ruiny Cempoala

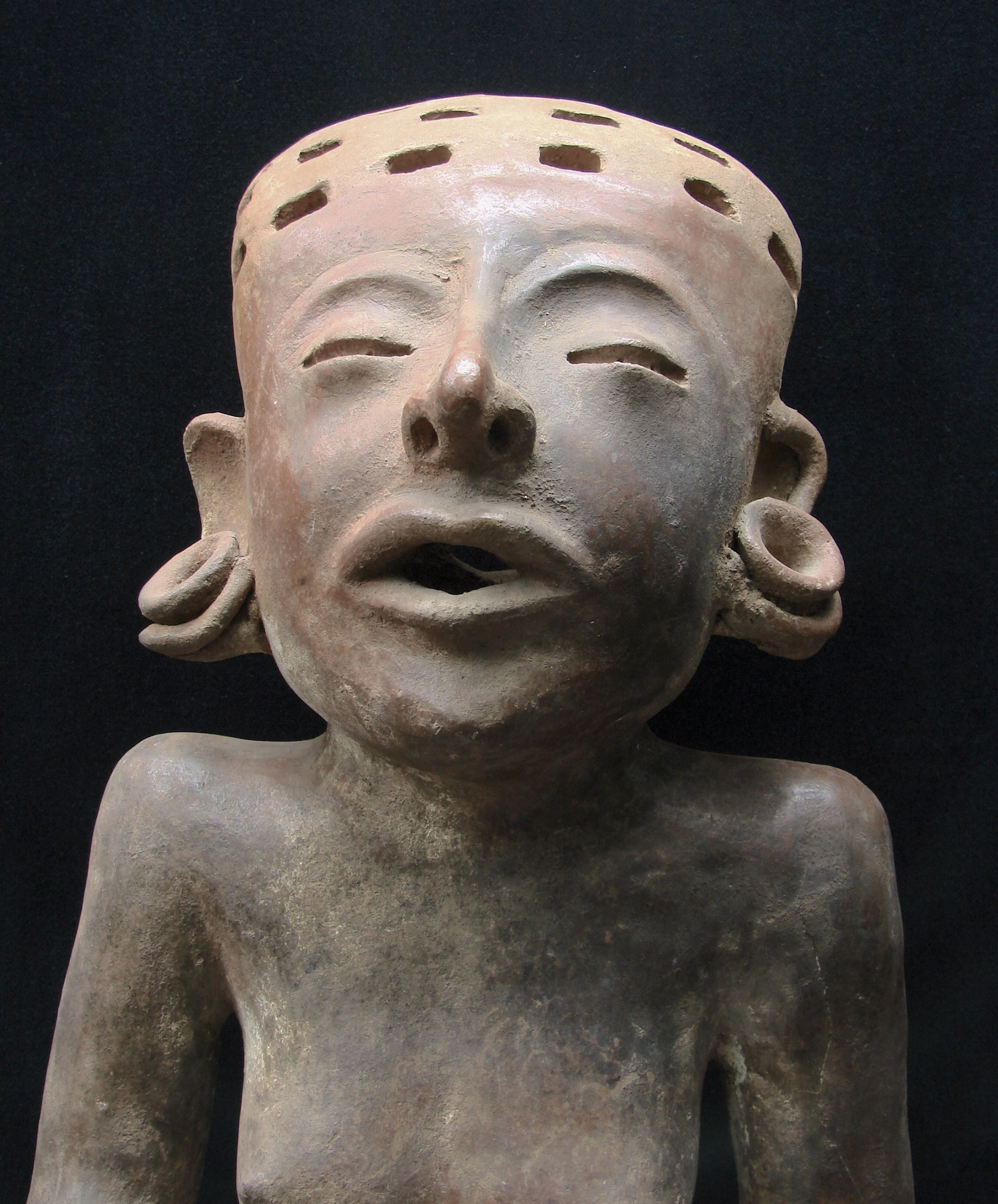
Ceramiczna figurka Totonaków

Totonakowie – lud indiański w Meksyku, w czasach prekolumbijskich zajmowali wschodnie wybrzeże i górzyste regiony Meksyku. Obecnie zamieszkują północną część stanów Veracruz, Hidalgo i Puebla. Posługują się językiem totonac, spokrewnionym z językiem maja, używają także języka hiszpańskiego. Obecnie społeczność Totonaków liczy ok. 280 tys. osób (1993). Zajmują się przede wszystkim rolnictwem, rybołówstwem morskim i rzemiosłem, zachowując dawne zwyczaje i folklor. Do połowy XIX w. ziemie zamieszkane przez Totonaków były największym na świecie producentem wanilii.
Na podstawie znalezisk archeologicznych wyróżniono trzy kręgi kulturowe na obszarze zamieszkałym później przez Totonaków:
- kultura Remojadas
- kultura Cerro de las Mesas
- kultura Veracruz

Totonakowie przybyli na wybrzeża Zatoki Meksykańskiej prawdopodobnie w VIII w. Założyli takie miasta, jak: Xiuhtetelco, Macuilquila i Tlacuiloztoc, a głównym centrum ich kultury i religii stało się El Tajín. Inne miejscowości, to Cempoala i Castillo de Teayo.
Kultura Totonaków przeżywała swój największy rozkwit od II do X wieku, a jej głównym ośrodkiem było El Tajín. Totonacapan – czyli kraj Totonaków zorganizowany był teokratycznie. W panteonie bóstw najważniejsze miejsce zajmował Centeotl – bóg kukurydzy, reprezentujący potęgę życiodajnego słońca, następnie Tajín – bóg deszczu i piorunów, odpowiednik Tlaloca, i Quetzalcoatla. Cechą charakterystyczną ich sztuki była rzeźba.
W XII w. Totonakowie opuścili El Tajín i inne miasta i założyli nowy ośrodek ze stolicą w Cempoala. Powstały tu podwójne piramidy i kompleksy świątynne. Materiał budowlany stanowiły otoczaki rzeczne.
Obszar zamieszkany przez Totonaków został podporządkowany przez Azteków w połowie XV wieku. W okresie konkwisty Cempoala nadal była stolicą Totonaków. Totonakowie byli pierwszymi sprzymierzeńcami Hiszpanów w ich walce przeciwko państwu azteckiemu.